# Torresotto di Porta Govese
Il Torresotto di Porta Govese, detto anche Voltone di Piella o Torresotto dei Piella, è una delle 18 porte della seconda cerchia muraria della città di Bologna.

## Storia
La seconda cerchia muraria viene costruita verso la fine del XII secolo per difendere la città di Bologna, che nel frattempo si era espansa (rispetto alla prima cerchia delle mura).
Il torresotto è ancora visibile appunto tra via Piella e via Bertiera; è una delle quattro porte superstiti della seconda cerchia di mura, su diciotto originarie.